# Katjuša Pušnik
Katjuša Pušnik, slovenska alpska smučarka, * 31. januar 1969, Črna na Koroškem.
Pušnikova je za Slovenijo nastopila na Zimskih olimpijskih igrah 1992 v Albertvillu, kjer je nastopila v slalomu in veleslalomu. V slalomu je osvojila 16. mesto, v veleslalomu pa je bila po prvem teku 22. nato pa je na drugi progi odstopila.